# Nacer Guedioura
Nacer Guedioura (arabe : ناصر ڤديورة), né le 4 novembre 1954 à Alger, est un footballeur international algérien, évoluant au poste d'attaquant. Son fils Adlène Guedioura est également international algérien,,.

## Biographie

### Carrière en club
Nacer Guedioura commence sa carrière avec les jeunes du club algérien de l'USM Alger, où il passe par toutes les catégories de jeunes, avant d'intégrer l'équipe première à un âge très précoce. Il évolue avec celle-ci pendant cinq saisons consécutives, de la saison 1971-1972 jusqu'à la saison 1975-1976. Il rejoint alors le club français de l'AS Beauvais Oise, qui évolue en Division 3. En janvier 1977, il retrouve son club formateur de l'USM Alger, après seulement une demi-saison, afin d'effectuer son service national (il effectue celui-ci au sein de l'équipe nationale militaire en 1978). Il continue avec l'USM Alger jusqu'à la fin de la saison 1983-1984. Lors de cette période, Nacer Guedioura participe à l’accession en Division 1 et remporte la coupe d'Algérie lors de  l'édition 1980-1981. Le club s'incline par deux fois en finale, en 1978 et 1980.
En juillet 1984, il retrouve de nouveau le championnat de France en rejoignant les rangs du club de La Roche Vendée Football, qui évolue en Division 2, où il est associé à son compatriote Rabah Gamouh. Il retrouve ensuite son ancien club de l'AS Beauvais Oise en juillet 1986 pour jouer une demi-saison. Nacer Guedioura quitte ce club en fin de mercato hivernal pour aller chercher d'autres challenges ailleurs. Il rejoint alors le championnat de D2 du Portugal, en s'engageant avec le FC Penafiel en janvier 1987. Avec celui-ci, il connaît une montée en première division en fin de saison,.

### Carrière internationale
Nacer Guedioura joue deux matchs avec l'équipe nationale d'Algérie A. Il participe au match historique contre le Yémen du Sud le 17 août 1973, à l’occasion de la Coupe de Palestine à Benghazi en Libye, où l'Algérie s'impose sur le score de 15 à 1, ce qui constitue la plus large victoire de son histoire. Lors de cette rencontre, Guedioura inscrit deux buts,,,. Il dispute son deuxième match avec la sélection algérienne face à la Suède.
Nacer Guedioura n'est sélectionné qu'à deux reprises avec les A, mais obtient cependant des performances notables dans les catégories de jeunes de l'équipe nationale d'Algérie[réf. nécessaire].

## Palmarès
USM Alger
- Coupe d'Algérie (1) :
  - Vainqueur : 1980-81[10].
  - Finaliste : 1971-72, 1972-73, 1977-78 et 1979-80.

- Supercoupe d'Algérie :
  - Finaliste : 1981.